# 13310 Nilvo
13310 Nilvo è un asteroide della fascia principale. Scoperto nel 1998, presenta un'orbita caratterizzata da un semiasse maggiore pari a 3,1144859 au e da un'eccentricità di 0,1979305, inclinata di 3,19751° rispetto all'eclittica.